# مقتل جيمس بولجر

روبرت طومسون وجون فينابلز عندما تم القبض عليهما في عام 1993

جيمس باتريك بولجر (16 مارس 1990 - 12 فبراير 1993) كان فتى من مدينة كيركبي، ليفربول، إنجلترا، وقد اغتيل في 12 فبراير عام 1993، عن عمر يناهز سنتين وكان قد اختطف وعذب وقتل على يد اثنين من الصبية البالغين من العمر عشر سنوات وهما روبرت طومسون (من مواليد 23 أغسطس 1982) وجون فينابلز (من مواليد 13 أغسطس 1982).

## روابط خارجية
- مكتبة الجريمة: جريمة قتل جيمس بولجر